# II. Fülöp spanyol király
II. Fülöp (spanyolul: Felipe II; Valladolid, Kasztília, Spanyolország, 1527. május 21. – San Lorenzo de El Escorial, Kasztília, Spanyolország, 1598. szeptember 13.), Spanyolország királya 1556-tól, majd Portugália királya (I. Fülöp néven) 1580-tól 1598-ban bekövetkezett haláláig. V. Károly német-római császár egyetlen törvényes fia volt. Fokozatosan szerezte meg az irányítást apja birodalmában: 1540-től Milánó hercege, 1554-től Nápoly és Szicília királya, majd 1555-től Németalföld ura lett. I. Mária angol királynővel kötött házassága révén Anglia iure uxoris királya volt 1554 és 1558 között, ám nem koronázták királlyá és tényleges hatalommal sem bírt az országban.
A Habsburg Birodalom felosztásakor nagybátyja, I. Ferdinánd magyar és cseh király örökölte a német-római császári címet, míg Fülöp a teljes Spanyol Birodalmat annak minden gyarmatával, valamint a németalföldi és itáliai (Milánói Hercegség, Nápolyi és Szicíliai Királyságok) területekkel. Uralkodása alatt robbant ki a németalföldi szabadságharc, amely részben a spanyol inkvizíció Németalföldre történő kiterjesztése, részben az országlása alatt többször (1557-ben, 1560-ban, 1569-ben, 1575-ben és 1596-ban) beköszönő államcsőd miatt történhetett meg.
A mélyen vallásos Fülöp király Európa katolikus védelmezőjének tekintette magát mind az Oszmán Birodalommal, mind a protestáns reformációval szemben. 1584-ben megkötötte a joinville-i szerződést, amely a francia hugenották ellen vívott vallásháborúban finanszírozta a Katolikus Ligát. 1588-ban elindította a Nagy Armadát a protestáns Angliába, amelynek célja I. Erzsébet királynő megdöntése és a katolicizmus újbóli helyreállítása volt.
Negyvenkét éves uralkodása alatt a spanyol korona elérte hatalma csúcsát, így regnálására szokás úgy tekinteni, mint Spanyolország aranykorára. 1580-ban anyja, Portugáliai Izabella örökségeként meg tudta szerezni a portugál királyi címet is, továbbá az oszmánok felett aratott győzelmével sikerült befolyása alá vonnia a Földközi-tengeri irányítást, tovább tudta terjeszteni gyarmatbirodalmát az Újvilágban, valamint kiemelkedően művelt uralkodóként és mecénásként komoly érdemeket tudott szerezni a kora újkori spanyol kultúra felvirágoztatásában.

## Élete
Apja V. Károly német-római császár, kasztíliai (spanyol) király, Szép Fülöp ausztriai főherceg és burgundi herceg, felesége jogán kasztíliai király, valamint II. Johanna kasztíliai királynő fia. Anyja Izabella portugál infánsnő, I. Mánuel portugál király és Aragóniai Mária kasztíliai infánsnő lánya. Apja és anyja elsőfokú unokatestvérek voltak. Fülöp I. Izabella kasztíliai királynő és II. Ferdinánd aragóniai király dédunokája volt, hiszen az apai nagyanyja, II. (Őrült) Johanna királynő és az anyai nagyanyja, Aragóniai Mária portugál királyné testvérek voltak.
Fülöp az apjával ellentétben flegmatikus és középszerű, de kötelességtudó bürokratának bizonyult. Sokat foglalkozott okkultizmussal, erre bizonyíték a könyvtára, amely tele van ilyen könyvekkel. Rettegett a betegségektől, önbizalma ingatag volt. Görcsös megfelelni akarással vitte Kasztília ügyeit. Szigorú katolikusként rendeleteivel könnyítette az inkvizíció dolgát, ezért többezer ember esett annak áldozatául – pedig a moriszkók (átkeresztelkedett mórok) nem voltak a török Porta szövetségesei, így az inkvizíció fölöslegesen üldözte őket.
1561-ben Madridot tette birodalma fővárosává, majd fölépíttette az Escorialt; ez a kolostorpalota sok-sok évig maradt a spanyol uralkodók lakhelye. Miután a királyi család beköltözött az Escorialba, Fülöp rendeletekkel kormányzott – valószínűleg azért, mert a fenyegetve érezte magát – kemény politikai stílusának is ez lehetett az oka. Ez az érzés nem volt alaptalan: az ismert világ fele meg akarta buktatni. A reformáció is állandó ellenfél volt. Keleten a törökök okoztak gondot, északon a németalföldi lázadók, nyugaton a perui spanyolok, akik egymással is harcoltak. Otthon az aragóniai nemesség kapálózott az abszolutizmus ellen. Belső ellenfelei ellen hatásos fegyvernek bizonyult az inkvizíció. Külső ellenfelei ellen Alba herceget és önnön féltestvérét, Don Juan de Austriát küldte, rájuk bízva a sereg és flotta vezetését. A hatalmas sereget csak erősen centralizált ország tudta eltartani. Az ország ügyeit tizenkét tanács intézte, ezek többségét területi alapon szervezte. A kivételek: a Haditanács, a Lovagrendek Tanácsa és az Államtanács; ezek Madridban székeltek.
A spanyol gazdaság egyre rosszabb helyzetbe került, ahogy a hazai termékeket kiszorították a beáramló nemesfémek és egyéb olcsó termékek. Az árak mindig magasabbak voltak a folyton emelkedő európai áraknál. A fordított merkantilista politika miatt a nemesfém kiáramlott az országból. A spanyol nemesek ehelyett protekcionizmust szerettek volna. Fülöp látványos politikájának lényegeként állandó sereget állomásoztatott mindenütt, ahová a spanyol korona hatalma elért. A birodalom hatalmas kiterjedése miatt közvetlenül vagy közvetetten érdekelt volt szinte minden konfliktusban, szinte minden háborújában részt kellett vennie. II. Fülöp idején a spanyol birodalom a világ legerősebb, leghatalmasabb monarchiája volt; európai hegemóniára (túlhatalomra) tett szert.

## Spanyol–oszmán háború
A spanyol-török háború az után kezdődött, hogy a török birodalom megtámadta Málta szigetét. Ez a háború 1565-től 1571-ig tartott. A spanyolok a lepantói csatában megtörték a török birodalom erőfölényét a mediterrán térségben. E háború közben, 1568-ban a moriszkók is föllázadtak az 1491-es granadai szerződés megszegése miatt. A lázadást 1570-ben verték le, ekkor rengeteg moriszkót kivégeztek, és elkezdték széttelepítésüket.
Amikor Portugália koronáját megszerezte, az ország már hadban állt a törökökkel. A spanyolok ugyan békét kötöttek a szultánnal, de Fülöpnek Portugália királyaként (1585-től már nyíltan) újra szembe kellett néznie a törökkel. Ez a harc az Indiai-óceánon súlyos portugál vereséggel zárult.

## Portugália és Anglia elleni háborúk

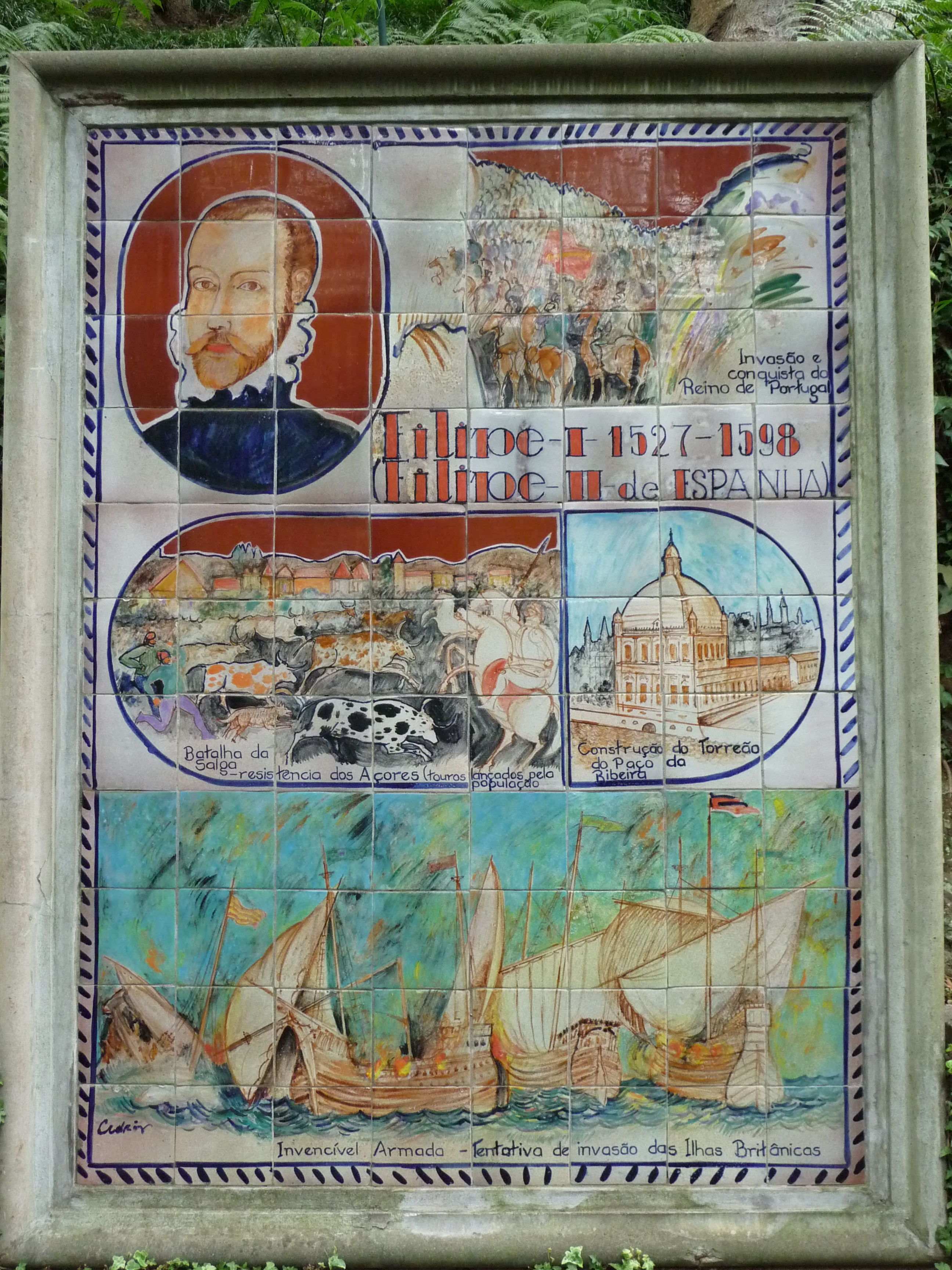
I. Fülöp portugál király uralkodásának fontosabb eseményei – azulejo
1. a Portugál Királyság megtámadása és meghódítása;
2. a salgai csata az Azori-szigetek ellenállásának letörésére (a helyiek bikákat tereltek a támadókra);
3. a Ribeira palota tornya Lisszabonban
4. a győzhetetlen armada – sikertelen kísérlet a Brit-szigetek meghódítására

1575-ben pénzügyi csődben volt az ország, ennek ellenére Portugália és Anglia meghódítását tervezgette.
A portugál trónra anyja révén pályázhatott, aki portugál királyi hercegnő volt. Nagybátyja, I. Henrik portugál király halála után, 1580-ban legyőzte a fő riválisát, I. Antalt, akit az angolok támogattak, és 1580. szeptember 9-én portugál királlyá kiáltották, majd a következő évben, 1581. április 16-án Tomarban Portugália királyává koronázták. Fülöp erről így írt a lányainak: „Amint tudjátok, kifejezett akaratom ellenére akarnak selyembrokátba öltöztetni.”
Az angol trónon kezdetben sógornője, Erzsébet trónigényét támogatta, miután I. Mária angol királynővel kötött házasságából nem született életképes utód, hiszen Stuart Mária skót királynő angliai trónigényét a Habsburgok ellenfelei, a Valois-k használták fel. Miután azonban a francia–skót szövetség meglazult Stuart Mária és II. Ferenc francia király gyermektelen házassága és a skót reformáció térnyerése miatt, amelyet Erzsébet erőteljesen támogatott, Fülöp egyre inkább szembekerült egykori angol sógornőjével. Stuart Máriának Erzsébet királynő által jóváhagyott kivégzése 1587-ben adta meg Fülöpnek az ürügyet az Anglia elleni invázióra. A Nagy Armada, az egyesült spanyol–portugál flotta felkészült az angliai tengeri haderő felmorzsolására. 1587-ben Francis Drake, a kalóz admirális saját hajóival rajtaütött a gyülekezőhelyén tartózkodó inváziós flottát, és sikeresen elpusztított néhány horgonyzó hajót. Ennek ellenére a flotta 1588-ban elindult az Anglia elleni invázióra. Itt mutatkozott meg először az angol flotta erőfölénye, mely nem a nagyobb tűzerőben, hanem a hajók kisebb méretében, nagyobb mozgékonyságában állt. A kisebb hajókkal könnyen körbejárták a hatalmas spanyol gályákat. Az összecsapásokban elpusztult a Nagy Armada fele, ehhez hozzájárultak a kegyetlen tengeri viharok, amelyek szintén Anglia előnyét növelték.
Fülöp ezután sem mondott le Anglia meghódításának tervéről. Ebben egy újabb anyagi csőd akadályozta meg 1596-ban. Nagyratörő terveinek megvalósítását (az Angliától elszenvedett vereségek és a francia vallásháborúkban való költséges részvétel mellett) a IV. Henrik francia királlyal folytatott kimerítő, vesztes háború akadályozta meg. 1598-ban II. Fülöp és IV. Henrik aláírták a vervins-i békeszerződést, amelyben az idős II. Fülöp lemondott francia trónigényéről és csapatait kivonta Franciaországból. Ugyanezen év szeptemberében Fülöp meg is halt.
Gyermekei közül nyolc született élve, de sokuk még hétéves kora előtt meghalt. A trónon fia, III. Fülöp követte, aki valóban kisszerű politikus volt és kegyenceivel irányíttatta az országot.

## Házasságai és gyermekei

II. Fülöp spanyol király

Fülöp négyszer házasodott és három házasságából maradtak felnőttkort megélt gyermekei.
Első felesége az Avis-házból származó Mária Manuéla portugál infánsnő, egyben első-unokatestvére volt. Mária Manuéla III. János portugál király (Fülöp anyai nagybátyja), és Ausztriai Katalin (Fülöp apai nagynénjének) volt a leánya. Házasságukra 1543. november 12-én került sor Salamanca településen. Frigyükből egy fiú gyermek született, apja várományosa, aki születésébe anyja négy nappal később vérzés útján belehalt. Gyermekük:
- Károly, Asztúria hercege (1545. július 8. – 1568. július 24.), nem házasodott meg és nem születtek gyermekei. Mentálisan zavart volt és apja életére tört, ezért, és a trónra való alkalmatlansága miatt elzáratta

Második felesége szintén az unokatestvére volt, méghozzá a Tudor-házból származó, a később csak „Véres Mária” néven elhíresült I. Mária angol királynő. Mária VIII. Henrik angol király és Aragóniai Katalin királyné (Fülöp apjának nagynénjének) lánya volt. Házasságuk 1554. július 25-én zajlott a winchesteri székesegyházban. A házassággal Fülöp Anglia és Írország iure uxoris (felesége jogán) királya lett, ám tényleges hatalommal nem rendelkezett, és koronázása sem volt. Kapcsolatukból nem született gyermek, és Mária négy évvel később, 1558-ban meg is halt, amellyel Fülöp az angol királyi címet is elvesztette.
Harmadik felesége a Capeting-ház Valois-házából származó Erzsébet francia királyi hercegnő lett. Erzsébet szintén távoli rokona volt Fülöpnek, mind a ketten VII. Alfonz kasztíliai király leszármazottai voltak, Erzsébet maga pedig II. Henrik francia király és Medici Katalin királyné leánya volt. A házasságra képviselők útján (Fülöpöt Alba III. hercege képviselte) 1559. június 22-én került sor a párizsi Notre-Dame-székesegyházban, majd a tényleges szertartásra 1560. február 2-án került sor Toledóban. Házasságukból öt leány és egy fiú született, de csak két leány érte meg a felnőttkort. Erzsébet néhány órával utolsó gyermekük vetélését követően meghalt. Gyermekeik:
- halva született fiú (1560)
- elvetélt ikerpár (1564 augusztusa)
- Izabella Klára Eugénia infánsnő (1566. augusztus 12. – 1633. december 1.), feleségül ment VII. Albert osztrák főherceghez és Spanyol-Németalföld társkormányzói lettek. Kormányzóságuk jelentette a spanyol Hollandia aranykorát.
- Katalin Mihaéla infánsnő (1567. október 10. – 1597. november 6.), I. Károly Emánuel savoyai herceg felesége lett.
- elvetélt lány (1568. október 3.)

Fülöp negyedik és egyben utolsó felesége unokahúga, Ausztriai Anna főhercegnő volt. Anna II. Miksa német-római császár, magyar és cseh királynak (Fülöp unokatestvérének) és Ausztriai Mária császárnénak (Fülöp testvérének) volt a leánya. Házasságukat 1570. szeptember 12-én kötötték Segoviában. Kapcsolatukból öt gyermek született, Mária maga utolsó szülésének szövődményeibe halt bele. Gyermekeik:
- Ferdinánd, Asztúria hercege (1571. december 4. – 1578. október 18.), gyermekként meghalt.
- Károly Lajos infáns (1573. augusztus 12. – 1575. június 30.), gyermekként meghalt.
- Diego Félix infáns (1575. augusztus 15 – 1582. november 21.), gyermekként meghalt.
- III. Fülöp spanyol király (1578. április 14. – 1621. március 31.), apja halálát követően spanyol király.
- Mária infánsnő (1580. február 14. – 1583. augusztus 5.), gyermekként meghalt.

## Titulusai

### Címei
Örökösi címei:
- Girona hercege, 1527–1556
- Asztúria hercege, 1528–1556

A Kasztíliai Korona országainak királya, mint II. Fülöp: 1556. január 16. – 1598. szeptember 13.
- Kasztília, León, Granada, Toledo, Galícia, Sevilla, Cordoba, Murcia, Jaén, Algarve, Algeciras, Gibraltár, a Kanári-szigetek, és az Újvilág királya
- Bizkaia ura

Az Aragóniai Korona országainak királya, mint I. Fülöp: 1556. január 16. – 1598. szeptember 13.
- Aragónia királya
- Nápoly és Szicília királya:
  - Nápoly és Jeruzsálem királya
  - Szicília királya, Athén és Neopatria hercege
- Valencia királya
- Mallorcai királya
- Szardínia és Korzika királya, Oristano őrgrófja, Goceano grófja
- Navarra királya
- Barcelona grófja

Portugália királya, mint I. Fülöp: 1581. április 16. – 1598. szeptember 13.
Anglia iure uxoris királya, mint I. Fülöp: 1554. július 25. – 1558. november 17.
- Anglia királya, a Hit Védelmezője
- Írország királya

Császári és Habsburg patrimoniális címei:
- Milánó hercege, 1554. július 25. – 1598. szeptember 13.
- Osztrák főherceg
- Habsburg és Tirol fejedelmi grófja
- Sváb herceg

Burgundi címei:
- A Tizenhét Tartomány kormányzója, 1555. október 25. – 1598. szeptember 13.
- Burgundi gróf, 1556. június 10. – 1598. szeptember 13.
- Burgundia hercege

### Kitüntetései
- Az Aranygyapjas rend Lovagja, majd Nagymestere
- A Calatrava-rend Nagymestere
- Az Alcántara-rend Nagymestere
- A Santiago-rend Nagymestere
- A Montesa-rend Nagymestere

## Emlékezete
- Emlékét őrzi Móra Ferenc Királyok föld felett és föld alatt című elbeszélése (megjelent a Túl a palánkon című kötetben).